# Bevingen (Ninove)
Bevingen is een gehucht in Neigem, deelgemeente van de stad Ninove in de Belgische provincie Oost-Vlaanderen.
Bevingen ligt zo'n 700 meter ten noorden van de dorpskern van Neigem, in een noordelijke uitloper van het grondgebied van de deelgemeente. Direct ten westen, noorden en oosten van het gehucht ligt de grens met deelgemeente Meerbeke. Ten zuiden verbindt een strook grondgebied van slechts iets meer dan 150 meter breed het gehucht met de rest van het grondgebied van Neigem.
Ten westen van Bevingen stroomt de Wolfputbeek en ten noorden de Prindaalbeek.

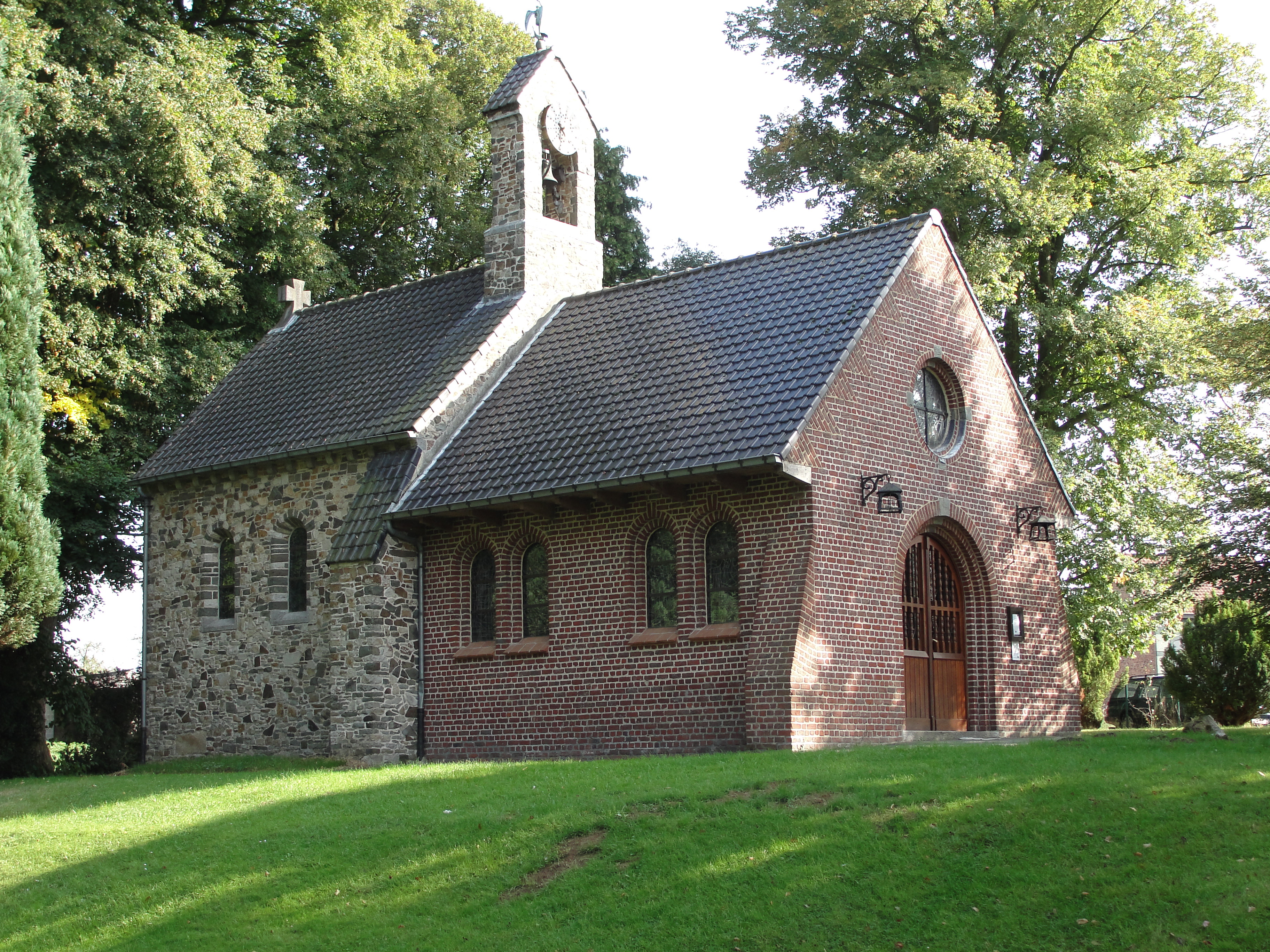
Onze-Lieve-Vrouwekerk

## Geschiedenis
Bevingen zou de oudste woonkern zijn van Neigem.
Neigem en Bevingen lagen in het ancien régime in het Graafschap Vlaanderen, in een uitloper van het grondgebied in het westen, noorden en oosten omgeven door grondgebied van het Hertogdom Brabant. In de tweede helft van de 12de eeuw werd hier een kerkje opgetrokken door de heren van Wedergraete.
De Ferrariskaart uit de jaren 1770 toont hier een gehuchtje met de kapel, aangeduid als Chapelle Bevinge. 
Op het eind van het ancien régime, toen tijdens de Franse bezetting op het eind van de 18de eeuw de gemeenten werden gecreëerd, werd Bevingen ondergebracht in de gemeente Neigem.
De Vandermaelenkaart uit het midden van de 19de eeuw duidt het gehucht aan als Bevingen. In die periode werd een paar honderd meter ten westen van Bevingen op het grondgebied van Meerbeke en nabij het gehucht Neep de nieuwe steenweg tussen Ninove en Halle aangelegd.

## Bezienswaardigheden
- De Onze-Lieve-Vrouwekerk met daarachter een kruisweg met niskapelletjes van 1951, uitgevoerd in breuksteen.
- Ten noorden ligt het beschermde Neigembos.

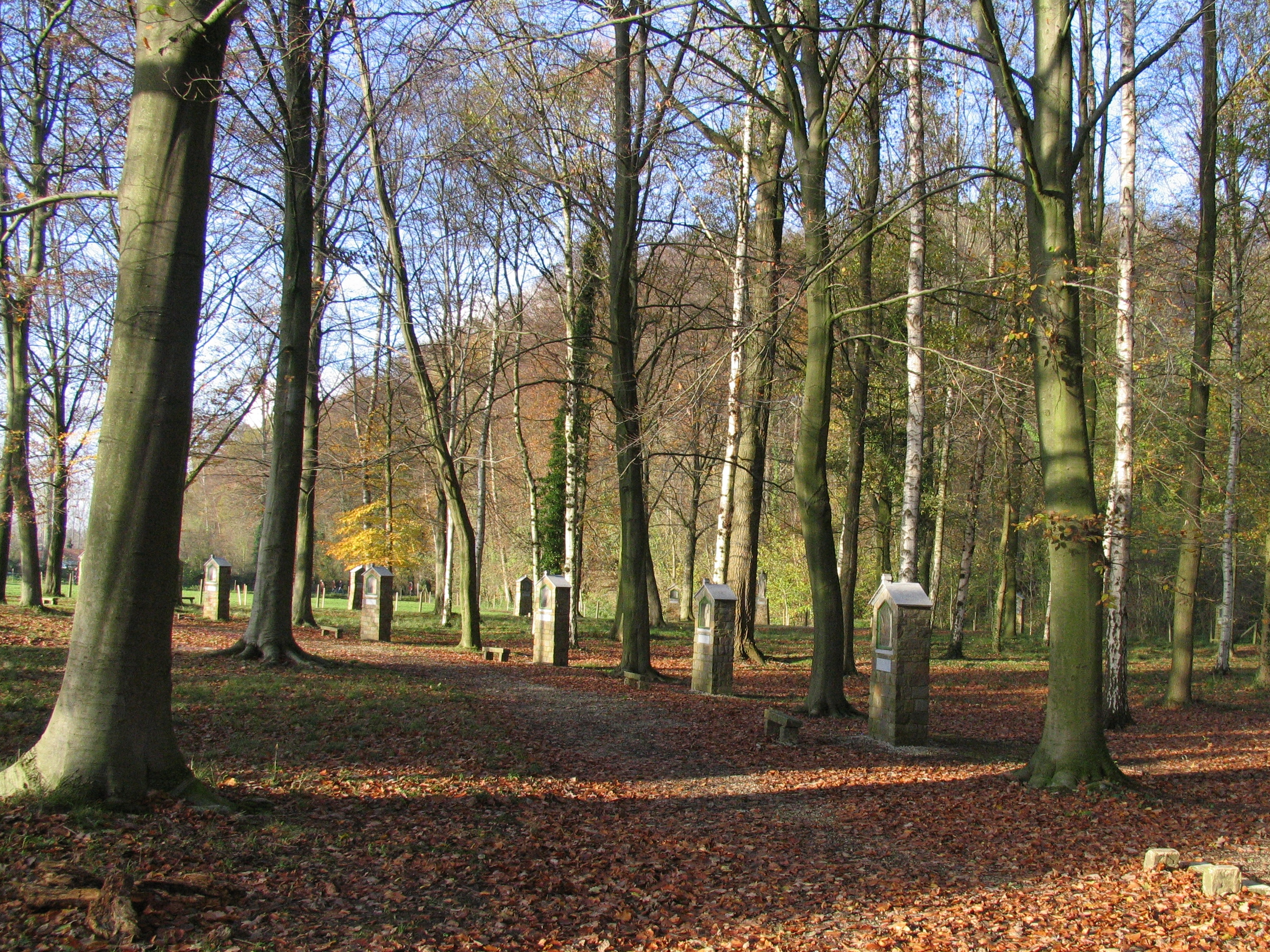
Kruisweg

Deelgemeenten: Appelterre-Eichem · Aspelare · Denderwindeke · Lieferinge · Meerbeke · Nederhasselt · Neigem · Ninove · Okegem · Outer · Pollare · Voorde

Overige dorpen, gehuchten en wijken: Appelterre · Bevingen · Boterdaal · Dasselt · Eichem · Herlinckhove · Lebeke · Linkebeek · Muylem · Nederwijk · Nijken · Prindaal · Renderstede · Roesbeke · Roost · Slettem · Steenhout · Terbert · Varenberg · Vogelenzang · Waalhove · Zevenkoten

Belgische gemeenten · Arrondissement Aalst · Oost-Vlaanderen · Vlaanderen